# Salwa (Syria)
Salwa (arab. صلوة) – wieś w Syrii, w muhafazie Idlib. W 2004 roku liczyła 3244 mieszkańców.